# Guadalupe (telenovela estadounidense)
Guadalupe es una telenovela estadounidense grabada en la ciudad de Miami, producida por el peruano José Enrique Crousillat en el año 1993, por la productora Capitalvision International Corporation para la cadena americana Telemundo.
Está basada en la telenovela venezolana La heredera, novela original de la escritora cubana Delia Fiallo y fue adaptada por Tabaré Pérez e Isamar Hernández.
Protagonizada por Adela Noriega y Eduardo Yáñez; y con la participación antagónica de Zully Montero. Cuenta además con las actuaciones estelares de Miriam Ochoa, Braulio Castillo, Mara Croatto, Salvador Pineda y Héctor Travieso.

## Sinopsis
Ezequiel Zambrano (Miguel Gutiérrez) un poderoso empresario de la ciudad de Miami, tiene una relación con su sirvienta, Chole Santos, que queda embarazada. Temiendo que Ezequiel le exija abortar, Chole huye a México. Al mismo tiempo, Luisa Zambrano (Zully Montero), la hermana de Ezequiel, planea la muerte de los Mendoza, una familia rival, con la finalidad de apoderarse de la fortuna de estos. Para ello, le pide a su medio hermano, Ramón "El Chacal", que lleve a cabo la matanza.
"El Chacal" ataca a la familia Mendoza durante la boda de la joven Olivia Mendoza (Miriam Ochoa) . Todos mueren salvo la novia, que es violada por "El Chacal" y queda embarazada, y su sobrino, el pequeño Alfredo Mendoza. Al saber que todo fue obra de Luisa Zambrano, Olivia hace jurar al niño que ambos se vengarán de la familia Zambrano.
Nueve meses después, Chole da a luz a una niña a la que llama Guadalupe; sin embargo, muere en el parto, por lo que Guadalupe es criada por Catalina, la mejor amiga de Chole, sin saber quién es su padre. Por su parte, Olivia da a luz una pequeña a la que llama Perla. Guadalupe (Adela Noriega) crece hasta convertirse en una joven bondadosa e inocente, pero al mismo tiempo acomplejada por un defecto en la pierna que la hace cojear. Sus dos grandes anhelos son encontrar a su verdadera familia y al hombre de sus sueños.
Guadalupe vive en la ciudad de Miami con Catalina y con sus amigas. Por su parte, Ezequiel Zambrano vive en su mansión con su madre, su hermana y sus sobrinos: Diana (Mara Croatto), Enrique (Larry Villanueva) y Daniela (Grettel Celeiro). Sospechando que Luisa podría atentar contra su vida, Ezequiel solicita a su mejor amigo, Antonio Infante (Salvador Pineda), que busque a su hija ilegítima a fin de darle el lugar que le correspondía en la familia Zambrano; sin embargo, Luisa logra matar a su hermano de forma que parezca un accidente y así heredar todo su dinero. A pesar de todo, Antonio no se rinde y sigue buscando a Guadalupe.
Asimismo, el sobrino de Olivia, Alfredo Robinson (Eduardo Yáñez), se ha convertido en un atractivo abogado. Amparado bajo una identidad falsa, Alfredo logra introducirse en la familia Zambrano como asistente de Luisa; aconsejado por su tía Olivia, empezará a consumar su venganza en contra de los Zambrano. Para ello, seduce a Diana, la hija mayor de Luisa Zambrano, a pesar de que ella está comprometida con Rodolfo (Jean Pierre Noher) un millonario argentino.
Antonio consigue encontrar a Guadalupe y la lleva a vivir a la Mansión Zambrano como última voluntad de Ezequiel. La joven no es bien recibida por la familia, pero no le importa, pues allí conoce a Alfredo y de inmediato se siente atraída por él. Por su parte, Alfredo decide aprovechar la situación y comienza a enamorar a Guadalupe como parte de su plan de venganza.
Cuando se lee el testamento de Ezequiel, todos se sorprenden al ver que Guadalupe es designada como heredera universal de toda la fortuna. Posteriormente, se descubre la relación amorosa de Diana y Alfredo, pero esto no será impedimento para que ella se case con Rodolfo, quien le ha ocultado a todos que está arruinado.
Alfredo y Guadalupe se casan en una ceremonia sencilla, y a pesar de que la boda había sido planeada por Olivia para seguir con su venganza, Alfredo sin darse cuenta comienza a enamorarse de Guadalupe. Sin embargo, su odio es mucho más fuerte que el nuevo amor que siente por Guadalupe, y no se dará por vencido hasta que ella y su familia sean destruidos.
Muchas cosas pasaran, el robo de un bebe, la locura de Guadalupe y el resurgimiento de la propia Luisa Zambrano al poder de la Organización Zambrano serán algunas cosas que Guadalupe y Alfredo tendrán que vivir para alcanzar la felicidad y el amor puro y duradero.

## Elenco
- Adela Noriega .... Guadalupe Zambrano Santos de Mendoza / Soledad "Chole"
- Eduardo Yáñez .... Alfredo Robinson / Alfredo Mendoza
- Zully Montero .... Luisa Zambrano de Maldonado "Marquesa de Covadonga"
- Miriam Ochoa .... Olivia Mendoza Vda. de Robinson
- Mara Croatto .... Diana Maldonado Zambrano de Alessandri
- Gretell Celeiro .... Daniela Maldonado Zambrano de Infante
- Larry Villanueva .... Enrique "Henry" Maldonado Zambrano / Abel Maldonado Zambrano
- Braulio Castillo .... Alejandro Infante
- Manolo Villaverde .... Carlos Maldonado "Marqués de Covadonga"
- Salvador Pineda ....  Antonio Infante
- Miguel Gutiérrez .... Ezequiel Zambrano
- Laura Fabián... Fabiana Canciano Monterde
- Nattacha Amador .... Cira
- Marcos Casanova .... Isidoro
- Héctor Travieso .... Sergio Cosculluela "Padre de Titón"
- Carlos Cuervo .... Sergio "Titón" Cosculluela
- Frank Falcón .... Chuchu
- Hada Béjar .... Edelmira
- Rosa Felipe .... Doña Delfina Vda. de Zambrano
- Maribel González .... Cachita
- Alexa Kube .... Perla Robinson Mendoza de Maldonado
- Paloma Longa .... Violeta
- Isaura Mendoza .... Katalina
- Carlos Ponce .... Willy
- Oscar Corbella .... Ricardo
- Mayte Vilan .... Azucena "Chena" Cosculluela
- Tina Morcate .... Betty
- Juan A Cantón .... Harry
- Leticia Peña .... Maricusa
- Flor De Loto .... Alicia
- Jennifer Saldarriaga .... Dorita
- Marilyn Romero .... Aurora
- Ivon D'Liz .... Aguedita
- Julia Menéndez .... Ángela de Infante
- Griselda Noguera .... Isolina
- Margarita Coego .... Maggie
- Alba Rosa .... Inés
- Barbie Hernan .... Pucha
- Gellerman Baralt .... Juan Pablo
- Frank Falcon.... Fucho

## Equipo de producción
- Novela original: Delia Fiallo
- Adaptación y libretos: Tabare Pérez, Isamar  Hernández
- Vestuario: Patricia Clay Muelle
- Escenografía: Gustavo Casullo
- Ambientación:  Viviana Molinares
- Música incidental: Rey Casas, Raúl Rodríguez
- Tema musical: Guadalupe
- Intérpretes: José y Durval
- Iluminación: Eduardo Dávila
- Iluminación exteriores: Rubén Solá
- Dirección de estudio: Jairo Arcila
- Producción de exteriores: Norma Belgrano
- Dirección : Andrei Zinca
- Producción general: José Enrique Crousillat
- Dirección general:  Grazio D'Angelo

## Versiones
- La primera versión de esta telenovela fue la producción venezolana "La heredera", producida por Tabaré Pérez para Venevisión en 1982. Fue dirigida por Daniel Farias y la protagonizaron Hilda Carrero, Eduardo Serrano y con la participación de Eva Blanco.

- La  telenovela venezolana  Adorable Mónica, que fue producida por Venevisión en 1990 y que fue protagonizada por Emma Rabbe, Guillermo Dávila y Mirla Castellanos, fue una versión muy libre de esta telenovela.

- La última versión hasta la fecha fue la telenovela peruana "Milagros", producida en el año 2000 por América producciones, para su transmisión por la cadena América Televisión. Fue producida por José Enrique Crousillat y protagonizada por Sonya Smith y Roberto Mateos con la participación de la primera actriz Yvonne Frayssinet.

## Tema musical
Para la emisión en Venezuela a través de RCTV se tomó como cortina musical el tema "No voy a permitirlo" de la agrupación Urbanda.